# Гребс-Ниндорф
Гребс-Ниндорф (нем. Grebs-Niendorf) — община в Германии, в земле Мекленбург-Передняя Померания.
Входит в состав района Людвигслуст. Подчиняется управлению Дёмиц-Маллис.  Население составляет 674 человека (на 31 декабря 2010 года). Занимает площадь 31,17 км².